# Careem
Careem är IT-företag baserat i Dubai som erbjuder en internetbaserad tjänst (app) för beställning och betalning av taxiresor och samåkningsresor. I mars 2016 finns tjänsten i 10 länder och 25 städer i Mellanöstern, från Marocko i väst till Pakistan i öst. Företaget växer med 30 procent varje månad och vill expandera till andra länder i Gulf-regionen men också i Nordafrika och Turkiet.
Företaget grundades i slutet av 2012 i Dubai av Magnus Olsson och Mudassir Sheikha. Vid den tiden fanns inte den liknande tjänsten Uber i Mellanöstern utan kom till regionen först i augusti 2013. Då hade Careem redan spridit sig till fyra städer. I början var Careem tänkt som en företagstjänst men vänder sig nu till allmänheten.
Olsson har motiverat idén till företaget med att han vid sina resor i Mellanöstern upplevt en mängd olika problem vid bilbokning. Allt från hur bokning görs, till punktlighet, lokalkännedom, prisdiskussioner och att man måste betala kontant.
Tjänsten har kallats "Den saudiarabiska versionen av Uber.".

## Finansiering
Bolaget tog in 1,7 miljoner US dollar i september 2013, 10 miljoner i december 2014 och 60 miljoner i november 2015.